# Кориковский, Сергей Петрович
Сергей Петрович Кориковский (13 мая 1936, Москва — 11 августа 2018, Москва) — геолог, член-корреспондент РАН (1997), лауреат премии имени Д. С. Коржинского (2007).

## Биография
Родился 13 мая 1936 года в Москве, в семье инженера и учительницы.
В 1958 году закончил Московский геолого-разведочный институт имени С. Орджоникидзе, специальность — горный инженер-гидрогеолог.
С 1958 по 1961 годы работал во Всесоюзном Аэрогеологическом тресте, на геологической съемке кристаллических комплексов Станового хребта и Алданского щита.
В 1962 году поступил в аспирантуру к академику Д. С. Коржинскому, в Лабораторию метаморфизма и метасоматизма ИГЕМ, и в 1964 году защитил кандидатскую диссертацию, тема: «Метаморфические процессы в докембрии западной части Удокано-Становой зоны», в дальнейшем там и работал, пройдя путь от аспиранта до главного научного сотрудника.
В 1977 году защитил докторскую диссертацию, тема: «Фации метаморфизма метапелитов».
В 1997 году избран членом-корреспондентом РАН.
Похоронен на Хованском кладбище.

## Научная и общественная деятельность
Основное направление исследований — парагенетический анализ метаморфических ассоциаций, разработка на этой основе петрологических моделей формирования метаморфической коры и методов определения проградно-ретроградной Р-Т эволюции зональных комплексов, кристаллических щитов, формаций зон эпигенеза и контактовых роговиков.
Создатель новой общей Р-Т системы температурных фаций и фаций глубинности метаморфизма в интервале от 300 до 850оС и давлений от 1 до 10 кбар, основанной, в отличие от известной схемы П. Эскола, на ассоциациях не метабазитов, а бедных Са гнейсов и метапелитов. С использованием природных парагенезисов были рассчитаны реальные поля и границы субфаций при разных давлениях, выявлены пограничные изоградные реакции, дана интерпретация типичных реакционных структур в гнейсах и метапелитах как индикаторов Р-Т направленности процессов. Общая эволюция равновесий в бедных Са породах в интервале от хлорит-серицитовой до верхов гранулитовой фации суммированы в монографии «Фации метаморфизма метапелитов», Наука, 1979.
При исследовании ретроградного метаморфизма С. П. Кориковским установлена особенность его флюидной эволюции — инверсия от щелочного режима к кислотному по мере снижения температуры, сближающая её с постмагматической эволюцией гранитоидов, и выделены метасоматические фации стадии кислотного выщелачивания. На примере докембрия Восточной Сибири разработаны модели гранитизации и мигматизации в условиях амфиболитовой и гранулитовой фаций, при режиме низкой и высокой щелочности, и вслед за Д. С. Коржинским показано, что при любых параметрах гранитообразование представляет собой анатексис в открытой системе, с обязательной метасоматической дебазификацией на передовом фронте. Для равновесий на границе «эпигенез-метаморфизм», С. П. Кориковским предложено разделение переходной области на температурные ступени по последовательности трансформации метастабильных слюдистых фаз в стабильные.
С. П. Кориковским усовершенствована общая термально-купольная модель проградно-ретроградной эволюции метаморфизма складчатых поясов, синхронных с гранитообразованием. В её рамках рассмотрены изменения геотермических градиентов, роль флюидно-тепловых потоков, причины различий Р-Т трендов на стадиях погружения и эксгумации, разница в условиях контактового воздействия син- и постметаморфических гранитов, источники и химизм флюидов ретроградной стадии.
При анализе равновесий в эклогитах разработана система субфаций глубинности их формирования, рассчитаны пограничные реакции с участием авгит-омфацитового клинопироксена, граната, плагиоклаза и кианита, и установлена серия зависящих от Р и Т реакций разложения плагиоклаза в ходе эклогитизации базитов. При анализе реакционных симплектитов этапа эксгумации впервые выделены Р-Т тренды, отличающиеся проградной или ретроградной инициальной деком-прессией, то-есть принципиально разной последовательностью метаморфических преобразований эклогитов при их транспортировке в верхнюю кору. На этой основе представлена обобщающая петрологическая модель эволюции эклогитов и высокобарических кислых гнейсов на стадиях их погружения, пика метаморфизма и последующей эксгумации.
В ходе изучения контактовых ореолов вблизи крупных ультрамафитовых мантийных диапиров, тектонически имплантированных в верхнюю кору вместе с офиолитами, разработана методика определения глубины и температуры их стабилизации и остывания в континентальной коре на основе реконструкции Р-Т параметров формирования контактовых роговиков.
При сравнении метаморфизма зон глубинной субдукции и коллизии, установлены кардинальные различия в их геотермическом и флюидном режиме, Р-Т трендах, скорости эксгумации, связях с магматизмом, и даны ключевые характеристики градиентной и термально-купольной моделей метаморфизма, отражающие геодинамический стиль субдукции и коллизии.
В своих исследованиях С. П. Кориковский развивает и продолжает заложенное Д. С. Коржинским направление — парагенетический анализ кристаллических комплексов. Его работы вносят крупный вклад в теорию метаморфических процессов, в изучение конкретных преобразований главных типов пород земной коры, в методы определения количественных характеристик геодинамических режимов складчатых поясов и древних щитов, и реконструкцию условий кристаллизации магматических тел по их контактовому воздействию.
Автор 155 опубликованных работ, из них 6 монографий (3 — на словацком языке).
Под его руководством защищено 6 кандидатские и 1 докторская диссертация.
Ответственный секретарь журнала «Петрология», член двух специализированных советов по защите диссертаций, член Экспертного совета по наукам о Земле Роснауки, и член Экспертного совета по наукам о Земле РФФИ.

## Награды
- Премия имени Д. С. Коржинского (2007) — за серию работ «Проградная и ретроградная эволюция метаморфизма в комплексах различных давлений: парагенетический анализ минеральных равновесий»
- Золотая медаль имени Д. Штура (АН Словакии, 1999 год)
- Медаль имени А. И. Джанелидзе (Геологическое общество Грузии)